# Youddiph
Maria Katz (ryska: Мария Кац) eller Youddiph (Юдифь), född 1973 i Moskva i Sovjetunionen, är en rysk sångerska som representerade Ryssland år 1994 i Eurovision Song Contest med låten "Вечный странник".